# Karel Tula
Karel Tula (7. října 1901 – ???) byl český a československý politik Komunistické strany Československa a poválečný poslanec Ústavodárného Národního shromáždění a Národního shromáždění ČSR.

## Biografie
V roce 1946 se uvádí jako rolník, bytem Radostice.
V parlamentních volbách v roce 1946 byl zvolen poslancem Ústavodárného Národního shromáždění za KSČ. Setrval zde do konce funkčního období, tedy do voleb do Národního shromáždění roku 1948, v nichž byl zvolen do Národního shromáždění za KSČ ve volebním kraji Brno. V parlamentu zasedal do dubna 1952, kdy rezignoval a nahradil ho Richard Podaný.